# Тинная
Тинная — село в Олёкминском районе Республики Саха (Якутия) России. 
Согласно данным переписи населения 2010 года, проживало 46 человек.

## География
Село находится в 285 километрах от Олёкминска.

## Население
| 2002 | 2010 | 2021 |
| ---- | ---- | ---- |
| 85   | ↘46  | ↘26  |